# Weinmannshof
Weinmannshof (fränkisch: Wainischhuf) ist ein Gemeindeteil der Gemeinde Georgensgmünd im Landkreis Roth (Mittelfranken, Bayern). Weinmannshof liegt in der Gemarkung Rittersbach.

## Geografische Lage
Nordwestlich des Weilers grenzt das Waldgebiet „Im Steinernen Bichel“ an, 0,2 km östlich liegt das „Rothauracher Holz“. Im Südwesten liegt das Flurgebiet „Lorenzerberg“, 0,5 km südöstlich das Flurgebiet „Dornich“. Die Staatsstraße 2224 führt nach Rittersbach (1,2 km südlich) bzw. nach Aurau (1,7 km nördlich). Eine Gemeindeverbindungsstraße führt nach Mäbenberg (1,9 km westlich).

## Geschichte
Der Ort wurde 1436 als „Ottenhof“ erstmals urkundlich erwähnt. Benannt wurde der Hof vermutlich nach dem Familiennamen des damaligen Besitzers. Erst später wurde der Hof in die heutige Form umbenannt. Ursprünglich waren Nürnberger Patrizier (Grabner, Krafft, Ketzel) Grundherren. Ab 1592 übernahm der Rother Stadtschreiber Zacharias Fikher den Hof, der ihn 1631 an die Stadt Roth abtrat.
Gegen Ende des 18. Jahrhunderts gehörte Weinmannshof zur Realgemeinde Rittersbach. Es gab ein Anwesen. Das Hochgericht übte das brandenburg-ansbachische Oberamt Roth aus. Der Ganzhof hatte das Stadtrichteramt Roth als Grundherrn. Unter der preußischen Verwaltung (1792–1806) des Fürstentums Ansbach erhielt Weinmannshof die Hausnummern 43 und 44 des Ortes Rittersbach. 1804 gab es im Ort 2 Untertansfamilien.
Von 1797 bis 1808 unterstand der Ort dem Justiz- und Kammeramt Roth. Im Rahmen des Gemeindeedikts wurde Weinmannshof dem 1808 gebildeten Steuerdistrikt Rittersbach und der 1811 gegründeten Ruralgemeinde Rittersbach zugeordnet. Am 1. Mai 1978 wurde Weinmannshof im Zuge der Gebietsreform in Bayern nach Georgensgmünd eingegliedert.

## Einwohnerentwicklung
| Jahr      | 001818 | 001840 | 001861 | 001871 | 001885 | 001900 | 001925 | 001950 | 001961 | 001970 | 001987 |
| Einwohner | 13     | 24     | 31     | 27     | 24     | 28     | 28     | 25     | 25     | 24     | 30     |
| Häuser    | 2      | 3      |        |        | 5      | 5      | 5      | 4      | 5      |        | 7      |
| Quelle    | [ 14 ] | [ 15 ] | [ 16 ] | [ 17 ] | [ 18 ] | [ 19 ] | [ 20 ] | [ 21 ] | [ 22 ] | [ 23 ] | [ 1 ]  |

## Religion
Hauslach ist seit der Reformation evangelisch-lutherisch geprägt und bis heute nach St. Maria (Rittersbach) gepfarrt. Die Einwohner römisch-katholischer Konfession sind nach St. Wunibald (Georgensgmünd) gepfarrt.